# Josua Stylites
Josua Stylites gilt traditionell als Verfasser einer etwa 507 entstandenen Chronik über die Ereignisse im spätantiken Syrien.
Dass Josua „der Stylit“ (Säulenheilige) tatsächlich der Verfasser des besagten Werkes ist, wird von der Forschung seit langem in Frage gestellt. Es lässt sich aber nicht mit Sicherheit beweisen, dass der Autorenname gefälscht ist. Die auf Syrisch verfasste Chronik ist eine Quelle ersten Ranges für die Beziehungen zwischen Ostrom und dem Sassanidenreich, da der Autor, der wohl in der nordmesopotamischen Stadt Edessa (also im Imperium Romanum) lebte, als ungewöhnlich gut informierter Zeitgenosse berichtet. Der Verfasser war, wie sich aus dem Werk ergibt, ein Geistlicher, der seine Informationen zum Teil aus eigener Anschauung, zum Teil durch Gespräche mit römischen Diplomaten und Soldaten, aber wohl auch schriftliche Quellen erwarb.
„Josua“ schrieb keine Weltchronik, sondern befasste sich offenbar nur mit den Ereignissen, die er selbst erlebt hatte. Der Wert des Werkes, das die Zeit zwischen dem persischen Großkönig Peroz I. und 506 abdeckt, ist umso größer, als über den römisch-persischen Krieg von 502 bis 506 (darunter die zweite Belagerung von Amida) sowie über die Mazdakitenunruhen im Sassanidenreich ansonsten nur bei späteren Autoren berichtet wird. Dennoch findet diese äußerst wichtige Quelle erst seit wenigen Jahren die verdiente Aufmerksamkeit der Althistoriker.

## Übersetzungen
- Frank R. Trombley, John W. Watt: The Chronicle of Pseudo-Joshua the Stylite (= Translated Texts for Historians. Bd. 32). Liverpool University Press, Liverpool 2000, ISBN 0-85323-585-6 (kommentierte englische Übersetzung).
- Andreas Luther: Die syrische Chronik des Josua Stylites (= Untersuchungen zur antiken Literatur und Geschichte. Bd. 49). de Gruyter, Berlin u. a. 1997, ISBN 3-11-015470-6 (Übersetzung und umfangreicher historischer Kommentar).